# Friedensstadion
Das Friedensstadion ist ein Fußballstadion mit Leichtathletikanlage in der sachsen-anhaltischen Stadt Halberstadt, in dem der Fußballverein VfB Germania Halberstadt seine Heimspiele austrägt.

## Geschichte
Das Friedensstadion wurde ab 1929 gebaut. 1937 wurde das Stadion unter dem Namen Halberstädter Sportfeld eröffnet. 1950 erhielt es anlässlich der DDR-Leichtathletik-Meisterschaften den heute noch gültigen Namen.

## Umbau 2011
Nach dem Aufstieg des Hauptnutzers VfB Germania Halberstadt 2011 in die Regionalliga wurde der Umbau des Stadions beschlossen. Im Juni 2011 fand die Grundsteinlegung statt. Der Umbau des Friedensstadions sollte bis Frühjahr 2012 abgeschlossen werden. Damit wie geplant der Spielbetrieb in der Spielzeit 2011/12 ablaufen konnte, wurde bis Ende Juli 2011 eine temporäre Tribüne gebaut. 2012 wurde die neue Haupttribüne mit 500 überdachten Sitzplätzen eröffnet.